# 佐吉大仏

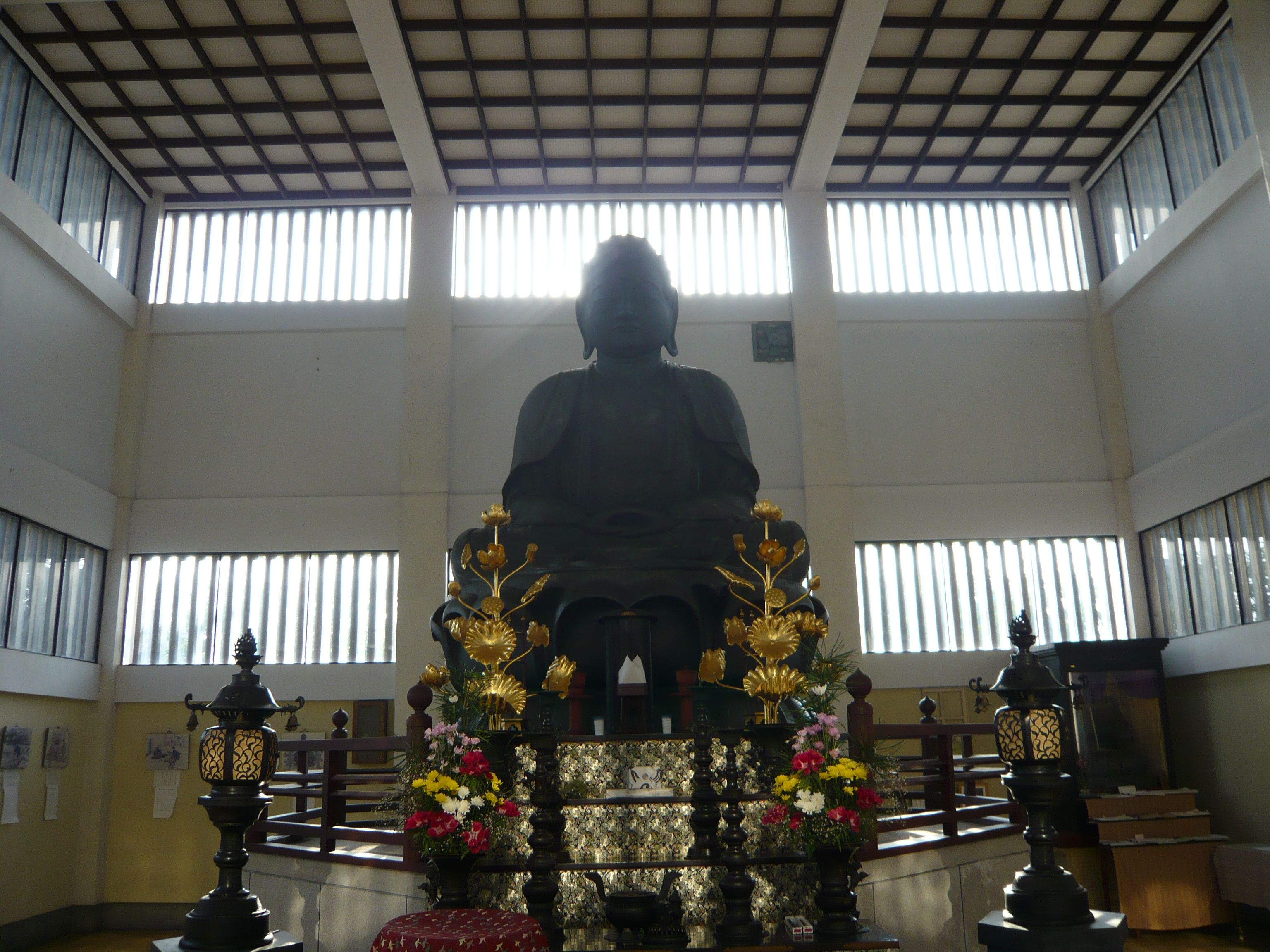
佐吉大仏正面

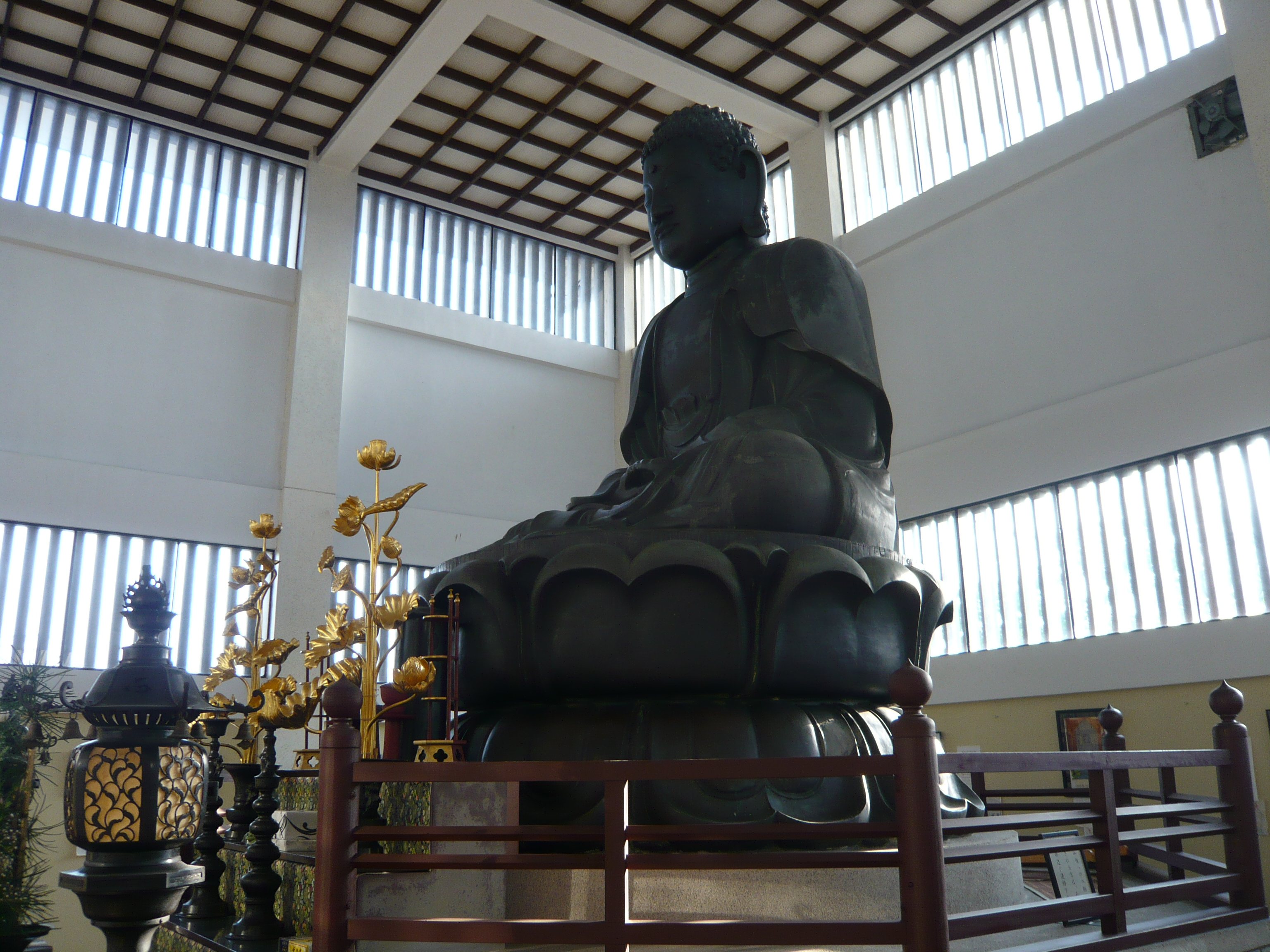
佐吉大仏（斜めから）

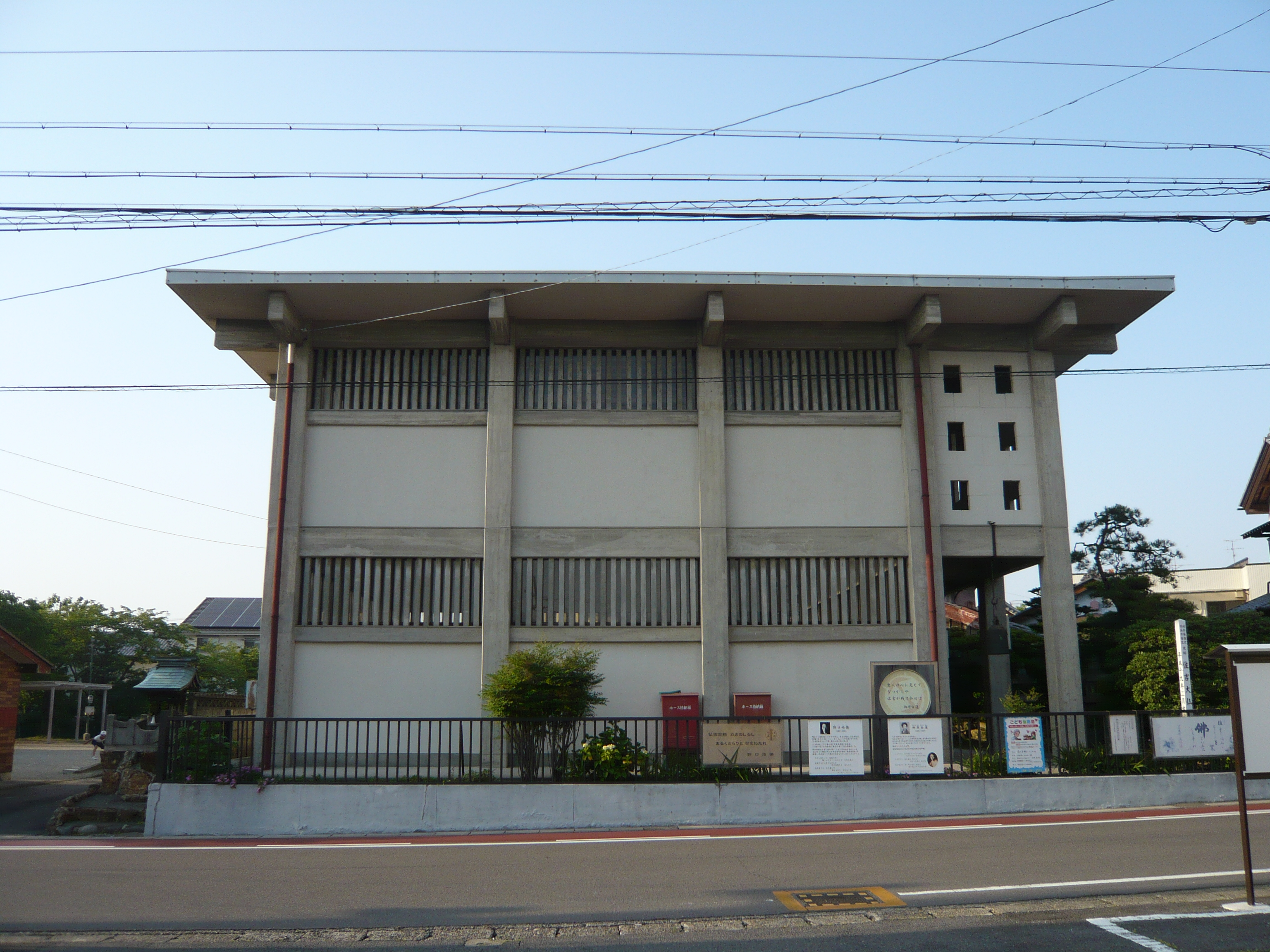
佐吉大仏・大仏殿

佐吉大仏（さきちだいぶつ）は、岐阜県羽島市竹鼻町209にある大仏である。建立者は永田佐吉。別名竹鼻大仏。

## 概要
佐吉大仏は青銅製の釈迦如来像。高さ4.9m（台座を含む）、周囲8.3m。背部に大仏の胎内に入る扉があり、胎内経石が納められている。日本にある大仏で、唯一個人名が付いたものである。

## 佐吉大仏建立の経緯
江戸時代、美濃国羽栗郡竹ヶ鼻村（現羽島市）の豪商であり人徳者であった永田佐吉が、年老いた母親と村人の為に1759年（宝暦9年）建立。建立のきっかけは、佐吉が旅先で重病にかかり、神仏に念じて治癒したことを母親に話したところ、釈迦如来像を造るのを勧めらたことからという。
製作者は当時武蔵国江戸神田在住の鋳物師、西村和泉守藤原政時。
大仏は22個に分けて鋳造され、宝暦8年（1758年）に江戸から5艘の船で運ばれたが、そのうち頭部が遠州灘で嵐で船が遭難し、沈んでしまった。船主は佐吉に謝罪したが、佐吉は「大仏は海の中から守ってくださるでしょう」と非難せず、再鋳を依頼した。
佐吉の性格上、大仏に自分の名は残さなかったが、地元の人々が佐吉を偲んで、何時しか佐吉大仏と呼ばれるようになったという。佐吉大仏をまつった建物（大佛寺）は1891年（明治24年）の濃尾地震で被災し焼失。その後約70年は屋外のままであったが、1962年（昭和37年）佐吉堂が建てられ、その中に佐吉大仏はまつられている。隣接して大仏児童公園がある。

## 交通アクセス
- 名鉄竹鼻線 羽島市役所前駅下車、徒歩で約2分。